# Durio lissocarpus
Durio lissocarpus är en malvaväxtart som beskrevs av Maxwell Tylden Masters. Durio lissocarpus ingår i släktet Durio och familjen malvaväxter. Inga underarter finns listade i Catalogue of Life.